# Atak w szkole w Yixing
Atak w szkole w Yixing – atak nożownika na szkołę zawodową, do którego doszło 16 listopada 2024 roku w chińskim miasteczku Yixing koło miasta Wuxi w prowincji Jiangsu. 21-letni Xu Jiajin, były uczeń Instytutu Sztuki i Technologii w Wuxi, zaatakował uczniów i pracowników na kampusie przy użyciu noża, zabijając 8 osób i raniąc 17.
Napastnik przed atakiem zamieścił w internecie wpis, w którym skarżył się na szykanowanie go przez zarząd jednej z państwowych fabryk, w której pracował oraz o dyskryminowanie go przez władze szkoły zawodowej; we wpisie nawoływał także do rewolucji proletariackiej.
Był to drugi krwawy atak w Chinach w listopadzie 2024 roku w ciągu tygodnia. 11 listopada doszło do masakry w Zhuhai, podczas której 35 osób zostało śmiertelnie rozjechanych samochodem przez niezrównoważonego 62-letniego napastnika.